# Sizhan
Sizhan (kinesiska: 四站, 四站镇) är en köping i Kina. Den ligger i provinsen Heilongjiang, i den nordöstra delen av landet, omkring 59 kilometer väster om provinshuvudstaden Harbin. Antalet invånare är 27 734. Befolkningen består av 13 542 kvinnor och 14 192 män. Barn under 15 år utgör 14,0 %, vuxna 15-64 år 79 %, och äldre över 65 år 5,0 %.
Genomsnittlig årsnederbörd är 909 millimeter. Den regnigaste månaden är juli, med i genomsnitt 189 mm nederbörd, och den torraste är januari, med 5 mm nederbörd.